# Aidsfonds
De stichting Aidsfonds (voorheen het Aids Fonds), opgericht in 1985, is een Nederlandse niet-gouvernementele organisatie.
De organisatie zet zich in voor iedereen die met hiv en/of aids of de gevolgen daarvan te maken heeft of kan krijgen. De stichting doet dat door zich te richten op wetenschappelijk aidsonderzoek en op versterking van de nationale en internationale aidsbestrijding. Daarnaast ondersteunt Aidsfonds mensen met hiv en andere betrokkenen op het gebied van preventie, behandeling, zorg en ondersteuning.
In Nederland was het Aids Fonds een van de partners van STOP AIDS NOW!, een organisatie die zich in het kader van ontwikkelingssamenwerking en armoedebestrijding bezighoudt met aidsbestrijding. Sinds Wereldaidsdag 2016 zijn beide organisaties samengevoegd onder de naam Aidsfonds.